# Jacques Saurel
Pour les articles homonymes, voir Saurel.
Jacques Szwarcenberg (dit Jacques Saurel), né le 19 février 1933 dans le 19e arrondissement de Paris et mort le 28 mars 2023,, est un Français déporté à l'âge de 11 ans au camp de concentration de Bergen-Belsen qui survit et devient un témoin de la Shoah.

## Biographie

### Enfance
Jacques Szwarcenberg (il change son nom en Jacques Saurel en 1963 ) naît le 19 février 1933 dans le 19e arrondissement de Paris. Ses parents sont arrivés en France dans les années 1920. Sa mère, Berthe Szwarcenberg (née Bentkowski) est née le 13 octobre 1912 à Varsovie en Pologne. Son père Szwarcenberg Henri est né le 10 mai 1909 à Piasczno en Pologne.
Il fait partie d'une fratrie de 4 enfants : deux sœurs, Irène, née le 4 mai 1931 dans le 18e arrondissement de Paris et Alice, née en 1936,et un frère Roger, né le 31 décembre 1934 dans le 10e arrondissement de Paris.
La famille habite au 28 avenue du Belvédère, Le Pré-Saint-Gervais (Seine-Saint-Denis).

### Seconde Guerre mondiale
Au début de la Seconde Guerre mondiale, le père Szwarcenberg Henri s'engage dans la Légion étrangère. Il est fait prisonnier en juin 1940 et est transféré dans le camp de prisonnier de Hombourg-Haut dépendant du Stalag XII F de Forbach, devenue alors ville allemande (Moselle).

### Arrestations et déportations
En 1942 (et en 1943), des oncles, une tante, des cousins et des petits-cousins de Jacques Saurel sont arrêtés et déportés. Ce sont: Diworia Szwarcenberg (née Finkel) (48 ans) née le 1er janvier 1894 à Piaseczno, en Pologne et son époux Moszek Szwarcenberg (52 ans) né le 15 octobre 1890 à Piaseczno, en Pologne, déportés par le convoi no 15, en date du 5 août 1942 de Beaune-la-Rolande vers Auschwitz. Rywen Szwarcenberg (19 ans), né le 5 juillet 1923 à Piaseczno, en Pologne, est déporté par le convoi no 55, en date du 23 juin 1943, de Drancy vers Auschwitz. Salomon Szwarcenberg (14 ans) né le 2 décembre 1927 dans le 12e arrondissement de Paris est déporté par le convoi no 25, en date du 28 août 1942 de Drancy vers Auschwitz. Fradja Szwarcenberg (née Wajnberg) (38 ans), née le 3 janvier 1905 à Ozarow en Pologne, est déportée par le Convoi No. 46, en date du 9 février 1943, de Drancy vers Auschwitz. Son époux Josef Szwarcenberg (31 ans), né le 11 avril 1911 à Piaseczno, en Pologne, est déporté par le convoi no 4, en date du 25 juin 1942 de Pithiviers vers Auschwitz. Leur fils, Adolphe Szwarcenberg (10 ans), né le 29 février 1932 à Paris, arrêté à Beaune-la-Rolande est déporté par le convoi no 22, en date du 21 août 1942, de Drancy vers Auschwitz. Leur fille, Sabina Szwarcenberg (7 ans), née le 5 août 1935 à Montfermeil est déportée avec sa mère, par le convoi no 46.
La sœur de Jacques Saurel, Alice Szwarcenberg, est placée dans une ferme dans la Sarthe.
Jacques Saurel (11 ans), Irène Szwarcenberg (13 ans), Roger Szwarcenberg (9 ans) et leur mère, Berthe Szwarcenberg (31 ans), sont arrêtés dans la nuit du 3 au 4 février 1944 chez eux par la police française et transférés au camp de Drancy.
Ils sont déportés, par le convoi no 80, en date du 23 juillet 1944, par train de voyageurs à Bergen-Belsen comme famille de prisonnier de guerre protégé par la convention de Genève.
Le 9 avril 1945, Jacques Saurel, sa sœur Irène, son frère Roger et Berthe leur Maman sont transférés avec environ 2 000 juifs par le "Train fantôme" peu avant la libération de Bergen-Belsen. Le 23 avril 1945, les nazis abandonnent le train près du village de Tröbitz,.
Jacques Saurel et sa sœur Irène atteints du typhus ne sont rapatriés qu'en juin 1945.

### Après la guerre
Jacques Saurel, Irène et Roger Szwarcenberg retrouvent leur père et leur sœur, Alice Szwarcenberg.
Il travaille dans le prêt-à-porter puis dans la coiffure.
En 1963, il change son nom en Jacques Saurel.
Il est secrétaire général de l'Amicale de Bergen-Belsen.

## Distinction
Jacques Saurel est nommé officier de l'ordre national de la Légion d'honneur.

## Publication
- Jacques Saurel. De Drancy à Bergen-Belsen, 1944-45, Le Manuscrit, 2006. Traduit en anglais, en allemand, en italien[3]

## Pour approfondir